# Lukas Dhont
Lukas Dhont (1991) és un director de cinema i guionista belga.
Va estudiar a la Reial Acadèmia de Belles Arts de Gant. Va debutar com a director i guionista amb el curtmetratge Corps perdu el 2012. Aquell mateix any també es va estrenar el seu curtmetratge Huid van glas (Pell de vidre) i va escriure el guió d'un altre curtmetratge, De Lucht in mijn keel. El 2014 va escriure i dirigir L'Infini, que va guanyar el "Premi al millor curtmetratge estudiantil belga" al Film Fest Gent.
El seu llargmetratge debut Girl, del qual també va escriure el guió, va ser seleccionat per al 71è Festival Internacional de Cinema de Canes a la secció Un Certain Regard. La pel·lícula va ser rebuda positivament, també pel president del jurat de la secció, Benicio del Toro, i va ser guanyadora del Caméra d'Or (millor pel·lícula de debut), del Premi FIPRESCI (crítics internacionals de cinema a la secció Un Certain Regard) i la Queer Palm. El jove actor Victor Polster, que interpreta el seu paper principal, Lara, es va convertir en el guardonat a la millor interpretació en aquesta competició Un Certain Regard. Al Festival de Cinema de Zuric, Girl va rebre el Premi Ull Daurat a la millor pel·lícula internacional. [7]
Dhont va ser membre del jurat de la secció "Un certain regard" del 72è Festival Internacional de Cinema de Canes. L'any 2022 competeix per la Palma d'Or del Festival Internacional de Cinema de Canes, on guanya el Gran Premi del Jurat.

## Filmografia
- 2012: Huid van Glas
- 2012: Corps perdu (curtmetratge)
- 2012: Huid van Glas/ Skin of Glass (curtmetratge)
- 2013: Boys on Film X (segment « Headlong »)
- 2014: L'Infini (curtmetratge)
- 2018: Girl (llargmetratge)
- 2022: Close (llargmetratge)

## Premis i nominacions
| Any  | Premi                       | Categoria                                     | Film     | Resultat                        |
| ---- | --------------------------- | --------------------------------------------- | -------- | ------------------------------- |
| 2022 | Festival de Canes           | Palma d'Or                                    | Close    | Gran Premi del Jurat (ex-aequo) |
| 2018 | Festival de Canes           | Queer Palm                                    | Girl     | Guanyador                       |
| 2018 | Festival de Canes           | Premi FIPRESCI                                | Girl     | Guanyador                       |
| 2018 |                             | Caméra d'Or                                   | Girl     | Guanyador                       |
| 2018 | Festival de Cinema de Zuric | Ull d'Or a la millor pel·lícula internacional | Girl     | Guanyador                       |
| 2014 | Film Fest Gent              | Millor curtmetratge estudiantil belga         | L'Infini | Guanyador                       |